# Мартін Шербер
Мартін Шербер (нім. Martin Scherber, *16 січня 1907, Нюрнберґ — †10 січня 1974) — німецький музикант і композитор.
У 1925—1929 роках вчився в Мюнхені. Згодом (1929—1933) працював оперним капельмейстром в Усті-над-Лабем, Чехія. Через певні обставини пізніше був змушений повернутися в своє рідне місто і працювати там.
Переважно працював у галузі метаморфозної симфонії.